# Бристоль (Нью-Йорк)
Бристоль (англ. Bristol) — місто (англ. town) в США, в окрузі Онтаріо штату Нью-Йорк. Населення — 2284 особи (2020).

## Демографія
Згідно з переписом 2010 року, у місті мешкало 2315 осіб у 935 домогосподарствах у складі 659 родин. Було 1058 помешкань
Расовий склад населення:
| - 97,9 % — білих - 0,8 % — чорних або афроамериканців - 0,4 % — корінних американців - 0,3 % — азіатів |

До двох чи більше рас належало 0,6 %. Частка іспаномовних становила 0,6 % від усіх жителів.
За віковим діапазоном населення розподілялося таким чином: 20,2 % — особи молодші 18 років, 68,3 % — особи у віці 18—64 років, 11,5 % — особи у віці 65 років та старші. Медіана віку мешканця становила 46,0 року. На 100 осіб жіночої статі у місті припадало 102,4 чоловіків;  на 100 жінок у віці від 18 років та старших — 100,3 чоловіків також старших 18 років.
Середній дохід на одне домашнє господарство  становив 87 819 доларів США (медіана — 71 982), а середній дохід на одну сім'ю — 96 270 доларів (медіана — 79 602). Медіана доходів становила 54 041 долар для чоловіків та 40 729 доларів для жінок. За межею бідності перебувало 4,5 % осіб, у тому числі 7,6 % дітей у віці до 18 років та 1,7 % осіб у віці 65 років та старших.
Цивільне працевлаштоване населення становило 1268 осіб. Основні галузі зайнятості: освіта, охорона здоров'я та соціальна допомога — 17,3 %, виробництво — 16,6 %, роздрібна торгівля — 12,9 %, науковці, спеціалісти, менеджери — 10,5 %.